# دافيدي كورسو
دافيدي كورسو (بالإيطالية: Davide Corso)‏ هو لاعب كرة قدم إيطالي، ولد في 20 يوليو 1991 في مسينة في إيطاليا. لعب مع نادي ريجينا ونادي كاتانزارو ونادي مانتوفا ونادي نوفيسي.

## وصلات خارجية
- دافيدي كورسو على موقع قاعدة بيانات كرة القدم.إي يو (الإنجليزية)
- دافيدي كورسو على موقع Soccerway.com (الإنجليزية)